# تونغ جيان
تونغ جيان (بالصينية: 佟健) هو متزلج فني صيني، ولد في 15 أغسطس 1979 في هاربن في الصين.

## وصلات خارجية
- تونغ جيان على موقع الاتحاد الدولي للتزلج (الإنجليزية)
- تونغ جيان على موقع أوليمبيديا (الإنجليزية)
- تونغ جيان على موقع اللجنة الأولمبية الصينية (الإنجليزية)